# Ella Scoble Opperman
Ella Scoble Opperman (27 de outubro de 1873 - 11 de março de 1969) foi uma pianista, organista, professora de música e treinadora vocal. Foi a primeira diretora e reitora da Escola de Música do Florida State College for Women. Ao longo da sua vida, aprendeu e trabalhou com proeminentes pedagogogias musicais como Ernest Jedliczka, Leopold Godowsky, Alexandre Guilmant. Ella Opperman testemunhou mudanças culturais, sociais, políticas e educacionais significativas ao longo da sua vida. Nasceu oito anos após o fim da Guerra Civil e morreu cinco anos após a aprovação da Lei dos Direitos Civis de 1964.